# Пролетарское (электродепо)
ТЧ-1 «Пролета́рское» — электродепо Нижегородского метрополитена. Сдано в эксплуатацию 18 ноября 1985 года и обслуживает обе линии — Автозаводскую и Сормовско-Мещерскую.

## Обслуживаемые линии
|  | Линия                     | Период                 |
|  | ------------------------- | ---------------------- |
|  | Автозаводская линия       | 1985 — настоящее время |
|  | Сормовско-Мещерская линия | 1993 — настоящее время |

## Подвижной состав

### Пассажирский подвижной состав
- Д — с 1985 по 1993 год
- 81-717/714 — c 1985 — настоящее время
- 81-717.5/714.5 — c 1991 — настоящее время
- 81-717.6/714.6 — c 2012 — настоящее время
- 81-725/726/727 — с 2026 (планируется)[1]

Статистика:
- Число пассажирских вагонов — 130 вагонов (58 головных и 62 промежуточных)
- Вагоны 81-717/714 — 62 вагона
- Вагоны 81-717.5/714.5 — 18 вагонов
- Вагоны 81-717.6/714.6 — 50 вагонов